# Escala servqual
Escala servqual é o instrumento de mensuração da Qualidade Percebida criado por três pesquisadores norte-americanos de marketing, Parasuraman, Zeithaml e Berry em 1988. A sigla Servqual provém da união dos prefixos “serv”, de serviços, e de “qual”, qualidade.
Essa escala resultou da continuidade da pesquisa dos autores sobre os cinco tipos de gaps que impactam a qualidade dos serviços entregues ao consumidor final. Segundo esses pesquisadores, a qualidade dos serviços pode ser afetada por cinco tipos de discrepâncias, conhecidas como gaps. O primeiro gap refere-se à diferença entre as expectativas do consumidor e a percepção dessas expectativas pelos gerentes. Já o segundo gap é a lacuna entre a percepção dos gerentes sobre as expectativas dos usuários e os padrões de qualidade da empresa. O gap 3 surge da diferença entre as normas de qualidade e o serviço efetivamente entregue ao usuário, enquanto o gap 4 é a diferença entre o serviço prometido e o serviço prestado. Enquanto o quarto gap trata da comunicação com o mercado ao projetar o nível de qualidade do serviço a ser prestado, o quinto gap corresponde à qualidade percebida do serviço; ou seja, é a discrepância entre o serviço prestado e o serviço recebido.
Contrariamente à abordagem transcendental da qualidade, que afirma não ser possível defini-la, o conceito de qualidade percebida implica necessariamente na possibilidade de uma análise quantificável com base nas dimensões da qualidade mais valorizadas pelos usuários. Parasuraman, Zeithaml e Berry condensaram em cinco dimensões os principais aspectos e valores pelos quais os usuários avaliam o produto ou serviço recebido. Em ordem decrescente de importância para os clientes, são elas: confiabilidade, responsabilidade, segurança, empatia e aspectos tangíveis.
Muitos pesquisadores se dedicaram a desenvolver e validar medidas de qualidade dos serviços. Entre os estudos mais destacados estão o modelo de qualidade funcional e técnica de Grönross (1984), o modelo dos atributos da qualidade do serviço desenvolvido por Brogowicz, Delene e Lyth (1990) e o modelo da qualidade do serviço interno elaborado por Frost e Kumar (2000). No entanto, o modelo mais amplamente utilizado é a escala de mensuração da qualidade percebida, ou escala SERVQUAL, elaborada por Valarie A. Zeithaml, A. Parasuraman e Leonard L. Berry em 1985.
Os três pesquisadores norte-americanos foram pioneiros no estabelecimento do marketing de serviços como uma área diferente do marketing de produtos. No livro Delivering Quality Service – Balancing Perceptions and Expectations de 1990, eles expuseram os conceitos da pesquisa SERVQUAL. No livro seguinte, publicado no Brasil em 1992 pela Editora Norma-Maltese, Serviços de Marketing – Competindo através da qualidade, os mesmos autores novamente apresentam o modelo de pesquisa SERVQUAL. Com o objetivo de captar critérios para a avaliação da qualidade em serviços, os autores desenvolveram um modelo que leva em consideração as lacunas que são as diferenças entre as expectativas dos usuários e o que é realmente oferecido (PARASURAMAN; ZEITHAML; BARRY, 1990). Essas lacunas, ou gaps, são grandes obstáculos na tentativa de se oferecer um serviço com um nível de excelência.
O que é a qualidade de um serviço? É a opinião geral de um cliente sobre a sua entrega, que é constituída por uma série de experiências bem ou mal sucedidas. Esse é o conceito de Parasuraman, Zeithaml e Barry (1990) do qual se desprende que a distância percebida entre o objetivo da empresa e a opinião do cliente são as lacunas que a mesma deverá gerenciar para melhorar sua qualidade. De acordo com os autores supracitados, independentemente do tipo de serviço, os consumidores utilizam basicamente os mesmos critérios para avaliar sua qualidade: confiabilidade, tangibilidade, responsabilidade, segurança e empatia. Oliveira e Ferreira (2009) citam Kilbourne para lembrar que cada dimensão poderá ser considerada mais ou menos importante dependendo do tipo de serviço avaliado. Essa realidade mostra como é difícil mensurar as operações de serviço em razão de sua intangibilidade.
No que tange ao método Servqual, Miguel & Silveira (2018) reportam que com as devidas adaptações, a abordagem se revela viável para se avaliar a qualidade de espaços museológicos por pautar relevo e valor as percepções e expectativas dos visitantes. Isso significa que o Servqual, originalmente desenvolvido para avaliar a qualidade de serviços em diferentes setores, pode ser adaptado para o contexto dos museus, levando em consideração aspectos como a atmosfera do espaço, a apresentação das exposições, a interação com o público e a qualidade dos serviços oferecidos. Ao incorporar as percepções e expectativas dos visitantes, o método permite uma avaliação mais holística e centrada na experiência do usuário, contribuindo para aprimorar a gestão e o planejamento dos museus. 
Acerca das dimensões que dão forma à Escala Servqual (Oliveira; Ferreira, 2009 op. cit Lovelock, 2001), a confiabilidade trata-se da execução do serviço de forma correta e como prometido; a responsabilidade é a dimensão que avalia a receptividade da empresa e de seus funcionários e a segurança refere-se à competência dos funcionários e precisão de suas ações. A empatia mede a capacidade dos funcionários de colocarem-se no lugar do cliente vivenciando seus sentimentos e necessidades. Finalmente, a tangibilidade refere-se às instalações físicas e a todos os outros aspectos físicos como equipamentos, pessoas e material de comunicação. A partir de cada uma dessas dimensões a escala Servqual mede o gap, isto é, a lacuna entre o nível desejado e o real da qualidade de um determinado serviço. Basicamente é perguntado ao cliente como ele imagina a empresa ideal num dado ramo de atividade; em seguida é perguntado como ele avalia o desempenho real daquela empresa e, em seguida faz-se a comparação entre a empresa ideal e a real. Para isso a escala Servqual compõe-se de 22 itens para medir o nível desejado e 22 itens para medir o nível real mensurando as cinco dimensões de qualidade nos serviços. Essas questões são respondidas utilizando-se uma escala likert de 1 a 7. Nela os extremos são marcados como concordo totalmente (excelente) e discordo totalmente (medíocre).